# Hadronyche kaputarensis
Hadronyche kaputarensis is een spinnensoort uit de familie Atracidae. De soort komt voor in New South Wales.